# Hans Gestrich
Hans Gestrich (* 17. September 1895 in Berlin; † 21. November 1943) war ein deutscher Ökonom. Als Pressereferent der Reichsbank ab 1931 hat er nachdrücklich gegen die Fortführung der Deflationspolitik gekämpft. Später übernahm er die Stellung des volkswirtschaftlichen Beraters der Preußischen Staatsbank, die er bis zu seinem Tod innehatte.
Gestrich entstammt der ordoliberalen Schule, sah sich in der Tradition von Knut Wicksell und würdigend erklärte er, dass die grundlegenden Erkenntnisse, die zu der modernen Kredit- und Konjunkturtheorie geführt haben, bereits 1898 in Wicksells Geldzins und Güterpreise enthalten waren.
Gestrich nahm teil an der Geheimkonferenz der Friedrich List-Gesellschaft im September 1931 über Möglichkeiten und Folgen einer Kreditausweitung.

## Wirken
Hans Gestrich kann zu den wesentlichen Fortentwicklern der Modernen Kredittheorie und neben Wilhelm Lautenbach, Otto Pfleiderer, Leonhard Gleske und später Wolfgang Stützel (Saldenmechanik) zu den Begründern der Kreditmechanik gezählt werden.
Wichtige Erkenntnis aus der  Kreditmechanik stellt beispielsweise der Kredit, der noch gewährt werden kann (sein Potenzial) als zinsbestimmender Faktor dar (im Gegensatz zu der klassischen These, wo die Zinshöhe aus der Höhe eines bereits bestehenden Kapitalfonds bestimmt wäre). Aus Perspektive der Kreditmechanik wird ferner eine Erweiterung der Geldmenge durch Inaktivierung von Sparvermögen relativierend verstanden, „solange dessen Wirkung als zusätzliches Kaufmittel durch die vorübergehende Stilllegung in Form der Spareinlage in entsprechender Höhe aufgehoben wird.“

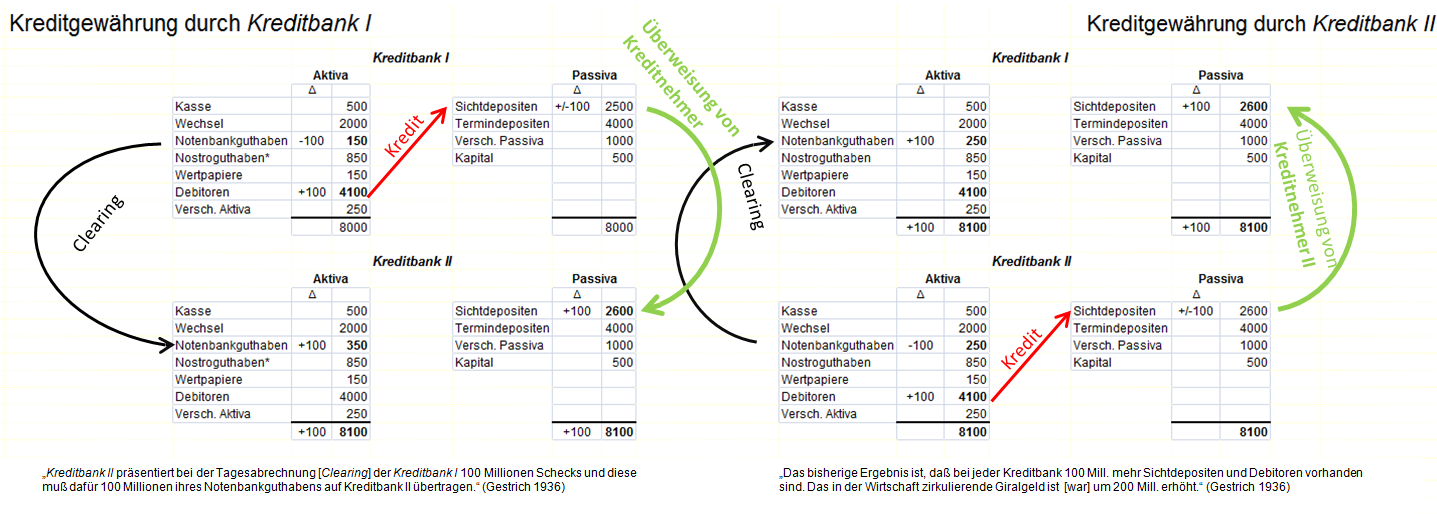
Modellfall: Kreditgewährung im Gleichschritt (Gestrich 1936).

Klar analysiert Gestrich in Kredit und Sparen die Thematik der Geld- und Kreditschöpfung. Auf die Interdependenz von Kreditausweitung und Kreditkontraktion weist er wie folgt hin: „Selbstverständlich hat die Kreditausweitung der einzelnen Bank und ihre Geldschöpfung auch immer die Tendenz zu einer Kreditausweitung und Geldvermehrung im gesamten Banksystem. Ob sich die Tendenz durchsetzt, hängt davon ab, wie stark die Gegentendenz der Kreditkontraktion und Verminderung der Gesamtgeldmenge durch Kreditrückzahlungen ist. Ist sie ebenso stark, so verändert sich das Gesamtvolumen nicht, ist sie stärker, so wird sogar eine Kontraktion des gesamten Kreditvolumens und der gesamten Geldmenge zu beobachten sein.“ (vgl. Nettokreditaufnahme).
Gestrichs Schrift Geldpolitik und Weltwirtschaft wurde von Wilhelm Lautenbach als „Arbeit im besten modernen Stil“ gewürdigt, worin Gestrich der (damals üblichen) Argumentation der „notwendigen Marktbereinigung“ entgegnet: „Die Frage, ob sich eine absteigende Konjunktur mit Sicherheit von selbst auffängt, ob es also einen theoretischen Depressionstiefpunkt gibt, ist verneinend zu beantworten.“ Aus der Weltwirtschaftskrise (ab 1929), insbesondere der deutschen Bankenkrise (1931) zog Gestrich außerdem den Schluss, dass Geschäftsbanken generell nicht als völlig vom Staat unabhängig betrachtet werden dürfen, denn der Staat dürfe den Zusammenbruch der großen Depositenbanken keinesfalls geschehen lassen, weil das gleichbedeutend wäre mit der Zerstörung eines Teils des Zahlungsmittelsystems und unabsehbaren Zerstörungen in der Wirtschaft – einem plötzlichen Deflationsschock für die gesamte Volkswirtschaft. Er sprach sich für eine zusätzliche Art von Privatbanken aus. Ebenso für eine Illusion hielt er, „dass die Zentralnotenbank wirklich unabhängig vom Staat sein könne.“

## Wirtschaftspolitischer Standpunkt
Preisstabilität, also Stabilitätspolitik stellt für Gestrich höchsten wirtschaftspolitischen Stellenwert dar, wobei er in Kredit und Sparen auch angibt, dass diesbezüglich die Beobachtung der (für ihn untergeordneten) Beschäftigungsrate als Indikator zu nachfolgender Preisveränderungstendenz insofern wesentlich sei, als bei sinkender Beschäftigung die Preise erfahrungsgemäß noch überaus lange am gewohnten Niveau verharren, bevor die gesamtwirtschaftliche Stockung (durch die sinkende Beschäftigung ausgelöst oder verstärkt) die Preise nachgeben lässt.
Wenngleich das Sparen der Individuen (im Sinne von Ausgabenverzicht zum Zweck eigener Geldvermögenserhöhung) die Konjunktur(en) tendenziell ungünstig beeinträchtigt, ist es Gestrich dennoch wichtig, darin ein wichtiges, auch kulturelles, Element selbstverantwortlicher Lebensgestaltung anzuerkennen.
Zum Grad des Interventionismus des Staates vertrat Gestrich die ordnungspolitische Haltung, „dass der Staat zum Schutze der Freiheit eingriffsbereit sein muß.“

## Werke (Auswahl)
- Die nationalökonomische Theorie, Breslau 1924.
- Der Youngplan, Leipzig 1929.
- Geldpolitik und Weltwirtschaft (PDF; 7,8 MB), Berlin 1934.
- Neue Kreditpolitik (PDF; 1 MB), Stuttgart und Berlin 1936.
- Kredit und Sparen (PDF; 66,9 MB), (Hrsg. Walter Eucken) Jena 1944.